# Hortensia Fussy
Hortensia Fussy (pseudonim: Hortensia; n. 25 martie 1954, Graz, Zonele aliate de ocupație din Austria) este o sculptoriță austriacă.

## Biografie

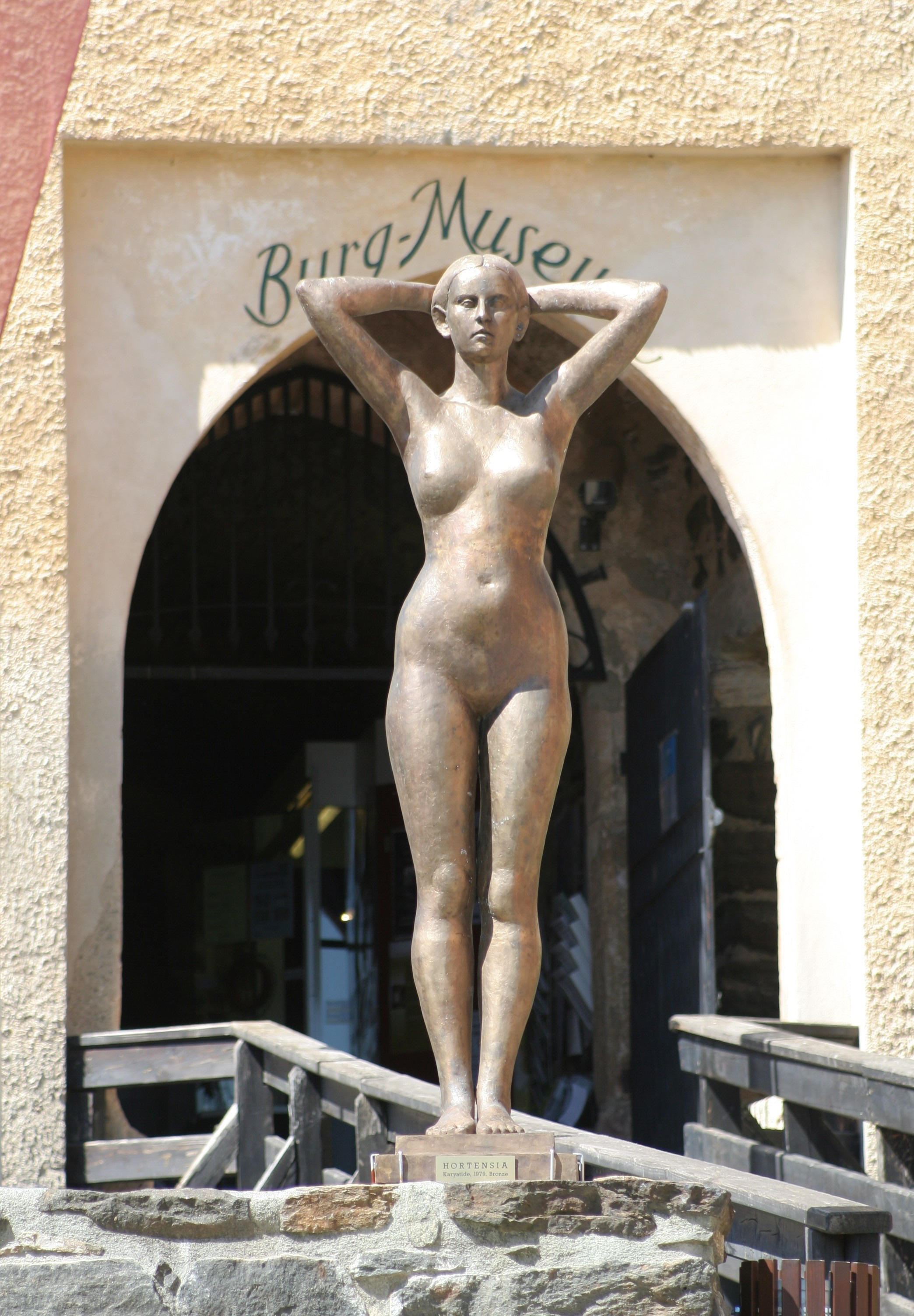
Hortensia: Cariatidă, 1977.

Din 1970-1972, Hortensia a studiat sculptura la Școala de Arte Aplicate din Graz cu Josef Pillhofer și din 1972-1975 la Academia de Arte Frumoase din Viena cu Fritz Wotruba. Din 1975 a fost artistă independentă. 
În paralel cu munca ei de sculptoriță, Hortensia a creat cicluri de desene și acuarele în numeroasele excursii în Europa și Africa, inclusiv cicluri de peisaje în Spania (1983-1985), Toscana și Umbria (1987-1990), Portugalia (1997), Dalmația (1999-2002), Egipt (2000), Sicilia (2002) și  Dolomiții italieni (2003-2012). Din 2003 până în 2012 a condus „Școala de Desen Hortensia” din Bad Gams, Stiria vestică.

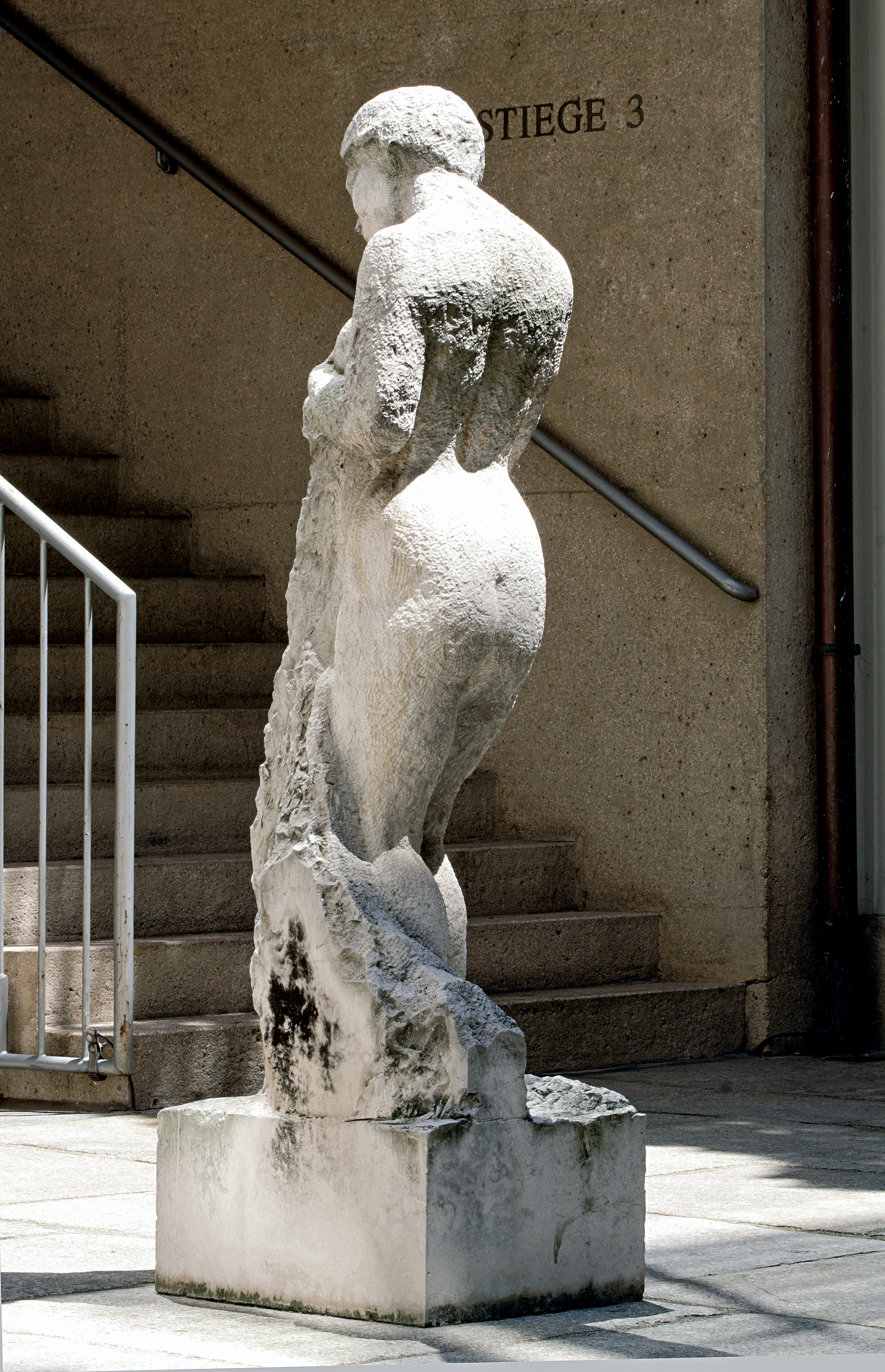
Hortensia: Omagiu lui Courbet, 1988-1995. Palatul Harrach, Viena

## Activitatea artistică
Accentul activității sculptoriței și pictoriței austriece Hortensia este figura umană. „Hortensia Fussy continuă dezvoltarea artelor vizuale din Austria, care au început cu Gustav Klimt și Egon Schiele și au continuat cu artiști precum pictorul Herbert Boeckl și sculptorul Josef Pillhofer. Cea mai mare influență asupra carierei artistice a Hortensiei Fussy a avut-o însă renumitul sculptor austriac Fritz Wotruba.”
Într-o primă fază de lucru, Hortensia a pus un accent special la trecerea de la cea de-a doua la cea de-a treia dimensiune. „Cu sculpturi făcut după imagini de Piero della Francesca, Francisco de Goya, Albrecht Dürer sau Jan Vermeer, ea a mers pe această cale a „spațializării” la începutul anilor 1980”, realizând sculpturi precum „Figură după Goya”, 1980; „Figură după Dürer”, 1981, „Omagiu lui Courbet”, 1988-1995.
Interacțiunea dintre cei doi termeni „formă” și „figură” sunt definitorii esteticii imperative a Hortensiei: „sculpturile mele sunt pământești, centrate, senzuale și măsurate!”.
Începând cu anul 2002, Hortensia a fost prezentă cu o serie de expoziții intitulată „Formă și Figură” în Bratislava, Slovacia, 2003; Washington D.C., Statele Unite ale Americii, 2004; Moscova, Rusia, 2008; Castelul Deutschlandsberg, Stiria, 2009-2010.

## Premii
- 1987: Premiul Theodor-Körner
- 1999: Premiul Liesl Bareuther, Künstlerhaus, Viena

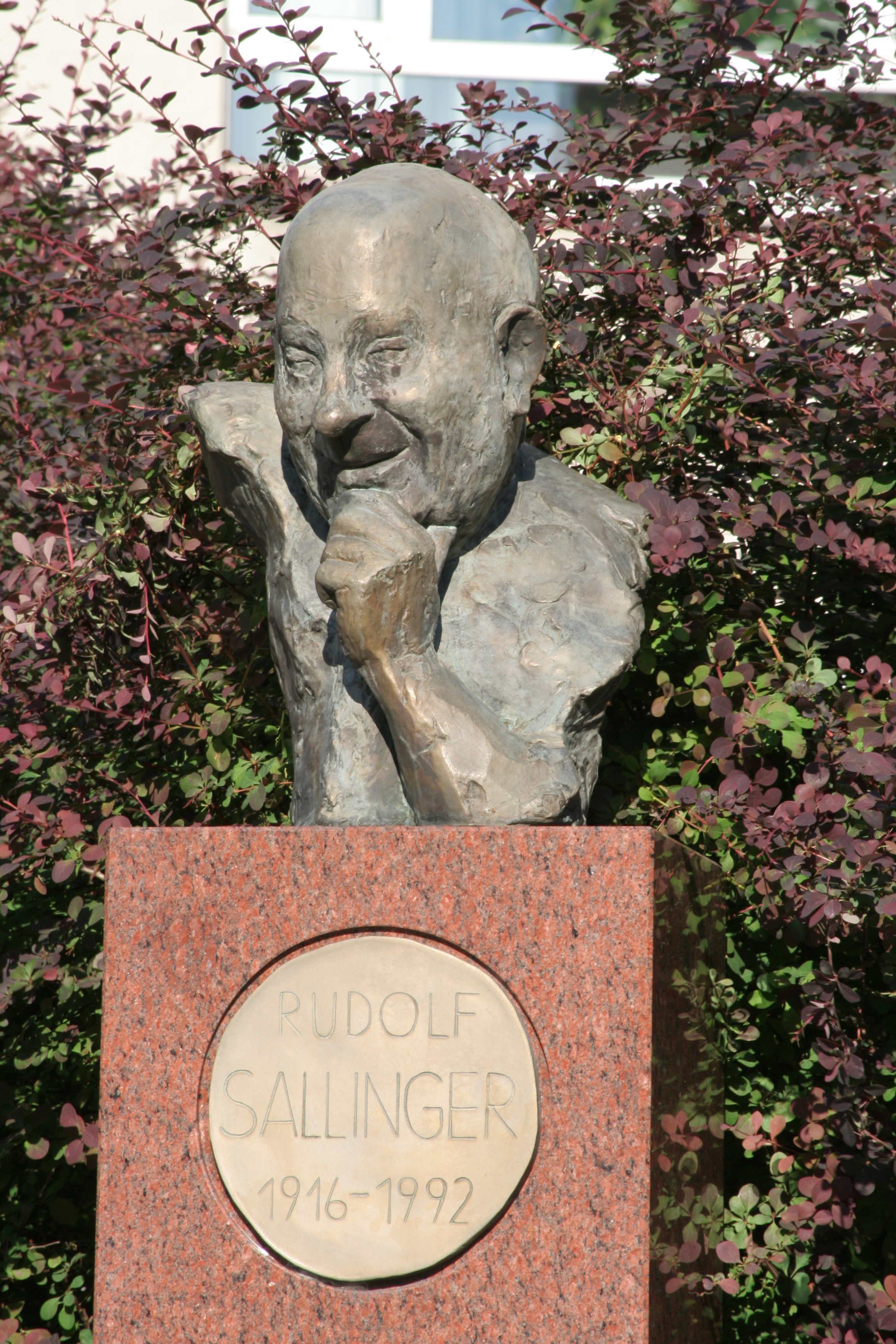
Hortensia: Monumentul președintelui Rudolf Sallinger, 1996

## Lucrări în expoziții permanente (selecție)
- Denkmal Președinte Rudolf Sallinger, Rudolf Sallinger Platz, Viena
- Karyatide, Burg Deutschlandsberg
- Figur nach Goya, Sammlung Vienna Insurance Group, Ringturm Viena
- Omagiu o Courbet , Palatul Harrach, Viena

## Expoziții personale (selecție)
- 1984: Galeria Würthle, Viena, Austria
- 1990: Galeria Norbert Blaeser, Düsseldorf, Germania
- 1997: Festivalul de Iarnă din Sarajevo, Bosnia și Herțegovina
- 1998: Forum Lagos 1998, Portugalia
- 1998: Kulturhaus, Graz, Austria
- 2001: Opera din Cairo, Galerie de Artă, Egipt.
- 2004: Ambasada Austriei, Washington D.C., Statele Unite ale Americii
- 2008: Casa Centrală a Artiștilor din Moscova, Rusia[5][6]
- 2009-2010: Muzeul Archeo Norico, Burg Deutschlandsberg, Austria
- 2011: Universitatea din Graz, Austria

## Articole conexe
- Listă de artiști plastici și arhitecți austrieci